# Храм Радхи-Дамодары (Вриндаван)
Храм Ра́дхи-Дамода́ры (хинди राधा दामोदर मंदिर IAST: Rādhā-Dāmodara Mandir) — кришнаитский храм в святом месте паломничества Вриндаване.
Храм посвящён Кришне и является одним из наиболее важных вриндаванских храмов. Мурти, которому поклоняются в этом храме, изваял кришнаитский святой Рупа Госвами и преподнёс его в дар своему ближайшему ученику Дживе Госвами, который и основал храм. Поклонение мурти началось в 1542 году.
По преданию, более 5000 лет назад Кришна провёл на этом месте танец раса со своими возлюбленными пасту́шками-гопи. В XVI веке здесь совершал свой бхаджан Рупа Госвами. Каждый день он читал другим вриндаванским госвами и своим близким ученикам лекции по «Бхагавата-пуране» и рассказывал о лилах Кришны. Бхактиведанта Свами Прабхупада говорил, что благодаря духовной деятельности, совершаемой здесь последователями Чайтаньи Махапрабху под руководством Рупы Госвами, храм Радхи-Дамодары является центром духовного мира. Кроме мурти Радхи-Дамодары, в храме находятся божества Радха-Вриндавана-чандры Кришнадасы Кавираджи, Радха-Мадхавы Джаядевы Госвами, Радха-Чалачикана Бхугарбхи Госвами, а также говардхана-шила Санатаны Госвами с отпечатками стопы Кришны.
Санатана Госвами, даже уже будучи в преклонном возрасте, в силу взятого на себя обета, ежедневно обходил холм Говардхану. Согласно преданию, однажды Кришна внезапно появился перед ним в облике прекрасного мальчика-пастушка и сказал, что, поскольку Санатана уже стар, ему нет надобности держать свой обет. Санатана ответил, что он не может нарушить своего обета. Тогда Кришна встал на большой валун и заиграл на своей флейте. Флейта издавала такие сладостные звуки, что растопила камень, и на нём остались отпечатки стоп Кришны. Рядом остался след от копытца телёнка, отпечаток флейты и стрекала Кришны, которым он направлял коров. Кришна отдал Санатане Госвами этот камень, сказав, что если три раза обойти вокруг него, это будет равноценным обходу вокруг Говардханы. С тех пор Санатана, вместо полного обхода вокруг холма Говардханы, трижды в день обходил вокруг этой говардхана-шилы. Даршан этой священной говардхана-шилы можно получить, если попросить пуджари и дать взамен небольшое пожертвование.
Бхактиведанта Свами Прабхупада прожил в этом храме 6 лет (в период с 1959 по 1965 год), отправившись затем проповедовать в США. Его бхаджан-кутир находится на территории храма и является музеем.
Расписание храма:
- Летом:
  - мангала-арати 4:30;
  - даршан 6:30—12:30 и 17:00—21:30.
- Зимой:
  - мангала-арати 5:00;
  - даршан 7:30—13:00 и 16:15—20:45.